# Bernard Vonnegut
Bernard Vonnegut (ur. 29 sierpnia 1914 w Indianapolis, zm. 25 kwietnia 1997 w Albany) – amerykański fizyk atmosfery, który pokazał doświadczalnie, że jodek srebra może być używany do modyfikacji opadów z chmur poprzez proces, w którym wzajemne oddziaływanie pomiędzy kryształkami lodu i kroplami wody odgrywa kluczową rolę.

## Życiorys
Uczęszczał do Massachusetts Institute of Technology, gdzie uzyskał stopień licencjacki z chemii w 1936 i doktorat z chemii fizycznej w 1939. W czasie swojej kariery uzyskał 28 patentów.
W 1997 roku zdobył Nagrodę Ig Nobla za artykuł „Skala wiatru w tornadach na podstawie ubytku upierzenia kurczaków” (ang. „Chicken Plucking as Measure of Tornado Wind Speed”).
Jego bratem był Kurt Vonnegut.